# Erik Hansen og Marmorbroen
Erik Hansen og Marmorbroen er en dansk dokumentarfilm fra 2005, der er instrueret af Nils Vest efter eget manuskript.

## Handling
Marmorbroen i København er opført i årene 1739-1745, efter tegninger af hofbygmester Nicolai Eigtved. Ved restaureringen af broen 1970-1995 var Erik Hansen projekterende arkitekt. Her fortæller han om overvejelserne, der gik forud og om arbejdsprocessen, med særlig vægt på sandstenspavillonerne.